# Jamie Gillis
Jamie Gillis (ur. 20 kwietnia 1943 w Nowym Jorku, zm. 19 lutego 2010 tamże) – amerykański aktor, producent i reżyser filmów pornograficznych.
Nazywany był „księciem porno”. W 2002 został umieszczony na dwunastym miejscu listy 50. największych gwiazd branży porno wszech czasów przez periodyk Adult Video News.

## Wczesne lata
Urodził się w Nowym Jorku w rodzinie holenderskich Żydów jako Jamey Ira Gurman. Jego ojciec wybrał dla niego imię Jamie po kapitanie Jamie Waringu (w tej roli Tyrone Power), postaci melodramatu Henry’ego Kinga Czarny łabędź, a matka nalegała na Jamey. Jego rodzice byli w separacji. Ukończył szkołę średnią w New Jersey.
Jego pierwszy kontakt z Szekspirem miał miejsce w liceum, kiedy w pobliskim kościele obejrzał Juliusza Cezara w wykonaniu grupy o nazwie Shakespearewrights. Wystąpił w szkolnym przedstawieniu Brigadoon. Początkowo chciał zostać aktorem szekspirowskim, zanim w 1961 mając 19 lat, po fascynacji występami Marcela Marceau, zapragnął być mimem. W 1970 ukończył studia z pochwałą na wydziale anglistyki na Uniwersytecie Columbia. Znał Jerzego Kosińskiego z brudnych piwnic sadomasochizmu w centrum dzielnicy Meatpacking District na Manhattanie. Studiował aktorstwo w Herbert Berghof Studio pod kierunkiem Harveya Vincenta i Uty Hagen.

## Kariera

### Początki kariery
Pod pseudonimem „Jamey King” grał w Gateway Playhouse w Bellport, a w Getaway Showcase Theatre wystąpił w roli Rudolpho w spektaklu Słońce patrzy w dół i jako Tom Finley Jr. w Słodkim ptaku młodości Tennessee Williamsa. W 1962 trafił na Off-Broadway w roli Tony’ego w sztuce Lina (Rope), a Tony Montanaro zatrudnił go do pracy przy jego jednoosobowym przedstawieniu A Mime’s Eye View w Gramercy Arts Theatre. W latach 60. XX wieku czytał poezję i recytował dzieła Williama Szekspira i pracował w Holandii z trupą mimów Will Spoor. Jego agentką była Dory Weissman, którą można było dostrzec w filmie Narkomani (1971). Był związany z Classic Stage Company, gdzie grał zarówno Laertesa, jak i Poloniusza w sztuce Hamlet (1967), Hamleta w widowisku Toma Stopparda Rosenkrantz i Guildenstern nie żyją (1970), jako Starbuck a później jako Ismael w Moby Dick Hermana Melville’a (1970) oraz Sir Andrew Aguecheeka w komedii szekspirowskiej Wieczór Trzech Króli (1971).

### Kariera w branży porno
Znudzony pracą taksówkarza kabaretu w Nowym Jorku, odpowiedział na reklamę „The Village Voice” dla modeli, rozpoczynając karierę w branży filmów dla dorosłych. Za tę pracę płacono 40 dolarów za godzinę. Swój pseudonim Gillis wybrał od dziewczyny, z którą mieszkał, kiedy realizował swój pierwszy film Miłość w deszczu (Love in the Rain, 1971). Wystąpił w ponad 470 wysokobudżetowych hollywoodzkich filmach, w tym w roli Pana Converse’a w komedii Dynamite (1972), jako Stuart w Illusions of a Lady (1973), Hatchets w komedii fantasy The Passions of Carol (1974) na motywach Opowieści wigilijnej Charlesa Dickensa, gwałciciel w dramacie Sometime Sweet Susan (1974) u boku Harry’ego Reemsa, Jeff Williams w dramacie fantasy Angel Number 9 (1974), pacjent doktora Gabriela w horrorze The Defiance of Good (1974), agent amerykański w Głębokim gardle 2 (ang. Deep Throat Part II, 1974) z Lindą Lovelace i Harrym Reemsem, gwałciciel w komedii Prywatne popołudnia Pameli Mann (The Private Afternoons of Pamela Mann, 1974), facet od orgii z Celeste w dramacie Fireworks Woman (1975) w reżyserii Abe’a Snake’a z Erikiem Edwardsem oraz jako Archie w filmie kryminalnym The Double Exposure of Holly (1975). W komedii romantycznej The Opening of Misty Beethoven (1975), wersji porno Pigmaliona, zagrał seksuologa Seymoura Love.
Brał też udział w scenach biseksualnych i gejowskich, m.in. w scenie BDSM ze Zebedy Coltem w filmie Gerarda Damiano Historia Joanny (ang. The Story of Joanna, 1975).
W 1988 za rolę striptizera w komedii fantasy Baby Face 2 (1986) zdobył nominację do AVN Award dla najlepszego aktora, a za postać sędziego w komedii fantasy 1001 Erotic Nights 2 (1986) był nominowany do AVN Award dla najlepszego aktora drugoplanowego. W 1989 za rolę Granny’ego w komedii Pretty Peaches 2 (1987) otrzymał nominację do AVN Award dla najlepszego aktora drugoplanowego w filmie fabularnym
W latach 80. XX wieku, gdy biznes filmów dla dorosłych przestawił się na przemysł wideo, Gillis zajął się produkcją i reżyserią filmów dla dorosłych. Był pionierem stylu znanym jako gonzo. Oprócz udziału w pierwszym filmie Johna „Buttmana” Stagliano Adventures of Buttman (1989), stworzył serię wideo On the Prowl (1989), gdzie wraz z gwiazdą Rene Morgan i kamerzystą Duckiem Dumontem podróżował limuzyną po North Beach w San Francisco, zabierając różnych mężczyzn, którzy uprawiali seks z Morgan w samochodzie. W rezultacie produkcja On the Prowl stała się najbardziej wpływowym wczesnym przykładem „reality pornography”, co wykorzystano potem w produkcji Oglądanie (ang. On The Lookout) w dramacie Paula Thomasa Andersona Boogie Nights (1997) z Markiem Wahlbergem, Julianne Moore i Burtem Reynoldsem.
Był współproducentem amatorskiej serii Eda Powersa Sprośne debiutantki (Dirty Debutantes, 1989). Następnie zaczął tworzyć własne filmy porno, niektóre z nich nakręcone we Francji (1993), gdzie mógł pochwalić się znajomością języka francuskiego. W uhonorowanej XRCO Award Niewolnicy (Slave To Love, 1993) zagrał ksiądza w finałowej scenie spowiedzi z Sierrą. Nigdy nie robiąc tajemnicy ze swojej biseksualności, Gillis nakręcił swój pierwszy homoseksualny film porno Brute Force (1997) i sadomasochistyczny teledysk Humiliation Of Heidi (2000), w którym tak naprawdę nie wykonywał aktów seksualnych, ale raczej wydawał rozkazy pozostałym członkom obsady.
W styczniu 2002 znalazł się na 12. miejscu najpopularniejszych gwiazd porno wszech czasów. Został wprowadzony do Sali Sław AVN Award (Adult Video News) i XRCO Award (X-rated Critics Organization).

### Obecność w kulturze masowej
W komedii romantycznej Blake’a Edwardsa Dziesiątka (10, 1979) był gościem na przyjęciu. W dreszczowcu sensacyjnym Bruce’a Malmutha Nocny jastrząb (Nighthawks, 1981) zagrał postać projektanta i szefa Irene DaSilvy (Lindsay Wagner), żony detektywa Deke’a (Sylvester Stallone). W dreszczowcu If Looks Could Kill (1986) wystąpił jako adwokat Jack Devonoff. Znalazł się w obsadzie dreszczowca Oczarowanie (Enrapture, 1989) z Tracey Adams. W filmie fantasy Kosmiczny mściciel (Alien Space Avenger, 1989) zagrał biznesmena.

## Życie prywatne
Od 1978 przez dwa lata jego dziewczyną była aktorka porno Serena Blaquelord, z którą wystąpił w komedii Narzeczona Drakuli (Lust at First Bite, 1978) jako Drakula, dramacie Pleasure Palace (1979) jako bezwzględny gangster Joe Goodson, komediodramacie Taxi Girls (1979) w roli Sama i komedii Nocny lot (1980) jako Mortimer, a także w realizacji Bizarre Video Submission of Serena (1980), gdzie Serena przyjmowała uległą rolę w scenach seksu o tematyce S&M. W 1984 romansował z Amber Lynn. Od 2003 aż do swojej śmierci był związany z nowojorską restauratorką i autorką książek kucharskich pochodzenia meksykańskiego Zarelą Martínez.

### Śmierć
We wrześniu 2009 zdiagnozowano u niego raka skóry. Zmarł 19 lutego 2010 w Nowym Jorku na czerniaka w wieku 66 lat.

## Nagrody
| Rok  | Nagroda                                       | Kategoria                                 | Rola              | Film                                                  | Inni wykonawcy |
| ---- | --------------------------------------------- | ----------------------------------------- | ----------------- | ----------------------------------------------------- | --- |
| 1976 | Adult Film Association of America (AFAA)      | Najlepszy aktor                           | dr Seymour Love   | The Opening of Misty Beethoven (1976)                 | – |
| 1977 | Adult Film Association of America (AFAA)      | Najlepszy aktor                           | Mark              | A Coming of Angels (1977)                             | – |
| 1979 | Adult Film Association of America (AFAA)      | Najlepszy aktor                           | Jerry Martin      | The Ecstasy Girls (1979)                              | – |
| 1982 | Adult Film Association of America (AFAA)      | Najlepszy aktor                           | Joel              | Roommates (1981)                                      | – |
| 1983 | Critics’ Adult Film Awards                    | Najlepszy aktor drugoplanowy              | Joel              | Roommates (1981)                                      | – |
| 1983 | Erotic Movie Award Nagroda magazynu „Hustler” | Najlepsza scena seksu                     | Lou Perrini       | Wanda Whips Wall Street (1982)                        | Veronica Hart |
| 1984 | XRCO Award                                    | Najlepsza scena kręcona                   | Steven            | Insatiable II (1984)                                  | Marilyn Chambers |
| 1985 | XRCO Award                                    | XRCO Hall of Fame (Sala Sław)             | –                 | –                                                     | – |
| 1986 | AVN Award                                     | Najlepsza scena seksu w filmie fabularnym | Renfro            | Dziesięć małych dzieweczek (Ten Little Maidens, 1985) | Ginger Lynn, Janey Robbins, Nina Hartley, Lisa De Leeuw, Harry Reems, Amber Lynn, Richard Pacheco, Paul Thomas i Eric Edwards |
| 1987 | XRCO Award                                    | Najlepszy aktor                           | amerykański agent | Głębokie gardło 2 (Deep Throat Part II, 1974)         | – |
| 1987 | XRCO Award                                    | Najlepszy aktor drugoplanowy              | striptizer        | Babyface 2 (1986)                                     | – |
| 1989 | AVN Award                                     | Najlepszy aktor drugoplanowy w filmie     | Granny            | Pretty Peaches 2 (1987)                               | – |
| 1989 | XRCO Award                                    | Najlepszy aktor                           | Vincent Dante     | Second Skin (1989)                                    | – |
| 1990 | AVN Award                                     | Hall of Fame (Sala Sław)                  | –                 | –                                                     | – |
| 1997 | AVN Award                                     | Najlepszy aktor – film                    | Jamie             | Bobby Sox (1996)                                      | – |
| 1999 | AVN Award                                     | Najlepszy aktor drugoplanowy – wideo      | Lothar            | Forever Night (1998)                                  | – |
| 2016 | Raven’s Eden Award                            | Aleja Sław (Hall of Fame)                 | –                 | –                                                     | – |